# Jewgienij Tarasow
Jewgienij Aleksandrowicz Tarasow (ros. Евгений Александрович Тарасов; ur. 25 marca 1979 w Eniergieticzeskim) – kazachski piłkarz występujący na pozycji napastnika.

## Kariera klubowa
Tarasow karierę rozpoczynał w 1996 roku w Kajracie Ałmaty. W tym samym roku zdobył z nim Puchar Kazachstanu. W 1998 roku, na czas służby wojskowej, przeszedł do CSKA-Kajrat Ałmaty, a w 1999 roku wrócił do Kajratu. W trakcie sezonu 2000 przeszedł do rosyjskiego Zenitu Petersburg. Przez 2 lata w jego barwach rozegrał 16 spotkań i zdobył 4 bramki w pierwszej lidze.
W 2002 roku Tarasow odszedł do także pierwszoligowego Sokoła Saratów. W tym samym roku spadł z nim do drugiej ligi. W trakcie sezonu 2003 przeniósł się stamtąd do kazachskiego Tobyłu Kostanaj. W 2004 roku wrócił do Rosji, gdzie grał w drugoligowej drużynie Lisma-Mordowija Sarańsk. W kolejnych latach grał już tylko w Kazachstanie, w zespołach Szachtior Karaganda, Jesyl-Bogatyr Petropawł oraz Akżajyk Orał. W 2007 roku zakończył karierę.

## Kariera reprezentacyjna
W reprezentacji Kazachstanu Tarasow zadebiutował 12 kwietnia 2001 w wygranym 6:0 meczu eliminacji Mistrzostw Świata 2002 z Nepalem, a 12 lutego 2003 w zremisowanym 2:2 towarzyskim pojedynku z Maltą strzelił swojego jedynego gola w kadrze. W latach 2001–2003 w drużynie narodowej rozegrał 6 spotkań.